# Uklejka
Uklejka [uˈklɛi̯ka] là một khu định cư ở khu hành chính của Gmina Barlinek, thuộc quận Myślibórz, West Pomeranian Voivodeship, ở phía tây bắc Ba Lan. Nó nằm khoảng 4 kilômét (2 mi) về phía đông nam của Barlinek, 27 km (17 mi) phía đông Myślibórz và 66 km (41 mi) về phía đông nam của thủ đô khu vực Szczecin.
Trước năm 1945, khu vực này là một phần của Đức. Đối với lịch sử của khu vực, xem Lịch sử của Pomerania.